# تومويوكي ياماشيتا
تومويوكي ياماشيتا (باليابانية: 山下 奉文)‏ (8 نوفمبر 1885 - 23 فبراير 1946) هو جنرال في جيش اليابان الإمبراطوري خلال الحرب العالمية الثانية، قام بغزو ملايو وسنغافورة وهزم القوات البريطانية خلال 70 يوماً، مما أدى لاجبار رئيس الوزراء البريطاني ونستون تشرشل لإعلان هزيمته ودعاها بـ«أسوأ كارثة» و «أكبر استسلام» في تاريخ الجيش البريطاني. أطلق على ياماشيتا بعد هذا النصر لقب «نمر الملايو».
سنة 1945 قاد الجنرال تومويوكي ياماشيتا بعملية الدفاع عن الفلبين أمام قوات الحلفاء. وبعد الحرب تمت محاكمة ياماشيتا في مانيلا بتهمة قيام قواته بجرائم حرب في الفلبين، وأعدم شنقاً في 23 فبراير 1946.

## روابط خارجية
- تومويوكي ياماشيتا على موقع الموسوعة البريطانية (الإنجليزية)
- تومويوكي ياماشيتا على موقع مونزينجر (الألمانية)